# RD Open 2023
L'RD Open 2023 è stato un torneo maschile di tennis professionistico giocato sulla terra verde. È stata la 7ª edizione del torneo, facente parte della categoria Challenger 125 nell'ambito dell'ATP Challenger Tour 2023. Si è giocato al Santo Domingo Tennis Club La Bocha di Santo Domingo, nella Repubblica Dominicana, dal 7 al 13 agosto 2023.

## Partecipanti

### Teste di serie
| Nazionalità | Giocatore               | Ranking* | Testa di serie |
| ----------- | ----------------------- | -------- | -------------- |
| Argentina   | Federico Coria          | 103      | 1              |
| Cile        | Alejandro Tabilo        | 122      | 2              |
| Argentina   | Thiago Agustín Tirante  | 136      | 3              |
| Italia      | Flavio Cobolli          | 142      | 4              |
| Bolivia     | Hugo Dellien            | 165      | 5              |
| Brasile     | Felipe Meligeni Alves   | 177      | 6              |
| Argentina   | Genaro Alberto Olivieri | 190      | 7              |
| Argentina   | Marco Trungelliti       | 219      | 8              |

* Ranking al 31 luglio 2023.

### Altri partecipanti
I seguenti giocatori hanno ricevuto una wild card per il tabellone principale:
- Peter Bertran
- Roberto Cid Subervi
- Gonzalo Lama

Il seguente giocatore è entrato in tabellone con il ranking protetto:
- Pedro Sakamoto

I seguenti giocatori sono passati dalle qualificazioni:
- Mateus Alves
- Ignacio Monzón
- Jorge Panta
- Justin Roberts
- Kyle Seelig
- Joshua Sheehy

## Punti e montepremi
| Torneo    | Torneo              | V      | F      | SF    | QF    | 2T    | 1T    | Q | Q2  | Q1  |
| Singolare | Punti               | 125    | 75     | 45    | 25    | 11    | 0     | 5 | 2   | 0   |
| Singolare | Premi in denaro ($) | 21,650 | 12,770 | 7,560 | 4,400 | 2,590 | 1,565 | – | 785 | 395 |
| Doppio    | Punti               | 125    | 75     | 45    | 25    | –     | 0     | – | –   | –   |
| Doppio    | Premi in denaro ($) | 9,350  | 5,440  | 3,250 | 1,930 | –     | 1,080 | – | –   | –   |

## Campioni

### Singolare
Genaro Alberto Olivieri ha sconfitto in finale  Marco Trungelliti con il punteggio di 7–5, 2–6, 6–4.

### Doppio
Pedro Boscardin Dias /  Gustavo Heide hanno sconfitto in finale  Diego Hidalgo /  Cristian Rodríguez con il punteggio di 6–4, 7–5.